# Maserati
Maserati és un fabricant italià d'automòbils de luxe fundat per Alfieri Maserati el 14 de desembre de 1914 a Bolonya, Itàlia. Aquesta empresa automobilística té la seu central a Mòdena, igual que Ferrari, amb la qual havia estat associada. Des de 1993, Maserati forma part del grup Fiat S.p.A. i ha esdevingut una part de la divisió esportiva d'aquest grup juntament amb Alfa Romeo i Ferrari. Maserati s'identifica sota el logotip del trident de Neptú i té com a objectiu la fabricació d'automòbils capaços de combinar potència i elegància italiana. Durant la dècada dels 50, Maserati dominà el món de les curses automobilístiques amb el model 250F.

## Història

### Primers passos
Maserati va ser fundada a principi del segle xix a Bolonya, Itàlia. Rodolfo Maserati i la seva dona Carolina varen tenir set fills: Carlo, Mario, Bindo, Ettore, Ernesto, Alfieri i Alfieri. El primer dels dos Alfieri va morir poc després de néixer i, va ser per aquest motiu que el següent fill de la parella italiana va adoptar el nom del difunt germà. Cinc dels set germans Maserati (Alfieri I va morir el 1896 i Carlo el 1910 a l'edat de 29 anys) varen convertir-se en enginyers, dissenyadors i constructors del món de l'automòbil. A l'edat de 17 anys, Carlo Maserati va dissenyar el seu primer motor mono-cilíndric batejant-lo amb el nom de "Carcano". Va aconseguir instal·lar-lo a una bicicleta i es va proclamar guanyador del ral·li Brescia-Cremona-Mantua-Verona-Brescia de 1900. Gràcies a la seva victòria, Fiat va decidir contractar-lo com a pilot provador dels seus automòbils. Durant la seva etapa a Fiat, Carlo solia dedicar el seu temps lliure al disseny de motors. Va dissenyar un nou motor mono-cilíndric que va muntar sobre un cotxe amb xassís de fusta. Aquest automòbil és considerat el primer Maserati de la història.
Tres anys més tard, el 1903, decideix abandonar Fiat i comença a treballar per Issota Fraschini. Carlo Maserati va decidir abandonar l'empresa Issota Fraschini i fitxar, l'any 1907, per Bianchi. A bord d'un automòbil Bianchi va participar en la carrera de Kaiserpreis on va finalitzar en la novena posició. El 1908, es converteix en director de la Junior car company de Milà i centra els seus esforços en el disseny i la construcció d'un motor per a avions. Abans de morir l'any 1910, Carlo Maserati va introduir el seu germà Alfieri (a l'edat de 16 anys) a Isotta Fraschini.
Alfieri va començar a treballar com a mecànic abans que el seu cap, Cesare Isotta, decidís nombrar-lo com a pilot de carreres. L'any 1908, Alfieri va participar en el Gran Premio delle Voiturette di Dieppe a bord d'un Isotta Fraschini 41, finalitzant en la catorzena posició.

### Società Anonima Officine Alfieri Maserati
El 1913, Alfieri va decidir obrir el seu primer garatge a Bolonya, proveint servei per a cotxes Isotta Fraschini. Un any després, el 1914, va introduir alguns dels seus germans a la firma (Bindo va decidir quedar-se a Issota) i fundà l'anomenada "Società Anonima Officine Alfieri Maserati". 5 mesos després de la fundació de l'empresa Maserati, Itàlia entrà en la Primera Guerra Mundial. Dos dels germans, Alfieri i Ettore, varen ser cridats per l'exèrcit per prestar servei a la nació. Ernesto, amb només 17 anys, quedà com a únic responsable de l'empresa.

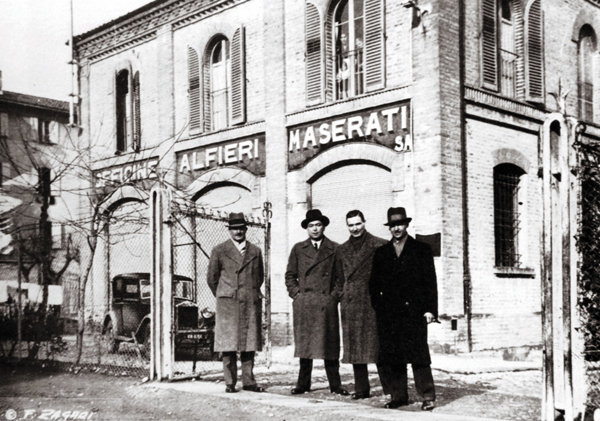
Els germans Maserati, l'any 1913, davant del taller anomenat "Società Anonima Officine Alfieri Maserati" a Bolonya.

Inicialment, la companyia estava centrada en el disseny de motors per a la indústria aeronàutica però al cap d'uns mesos varen començar a involucrar-se en el disseny i fabricació de cotxes. Dotze anys després d'haver fundat l'empresa, els germans Maserati van construir el seu primer cotxe, l'anomenat Tipo 26. Aquest vehicle disposava d'una carrosseria d'alumini i d'un motor sobrealimentat de 4 cilindres en línia que aportava 120 cavalls de potència. El Tipo 26, pilotat per Alfieri Maserati, va debutar amb victòria a la carrera de Targa Florio. El 13 de juny de 1926 Maserati va participar en la cursa de velocitat a Bolonya. Ernesto Maserati pilotà el Tipo 26, establint una velocitat mitjana de 167 km/h. Tres anys després, el 28 de setembre de 1929, Maserati va establir un rècord a la carrera de 10 quilòmetres a Cremona, a mans del pilot Baconin Borzacchini.
El 1932, Alfieri morí durant una operació amb 44 anys. En el multitudinari funeral hi varen assistir alguns dels pilots més cèlebres de l'època com; Nuvolari, Nazzaro, Minoia, Borzacchini, Campari i el Marquès de Sterlich. Bindo Maserati decidí abandonar l'empresa Issota i fer costat als seus germans en una nova etapa de la firma Maserati. Ernesto quedà com a responsable de l'àrea tècnica i, tot i la gran depressió economica, Maserati aconsegueix unes bones vendes amb el Tipo V5.
A la dècada dels anys 30, Maserati superà les expectatives amb el model 8CM però, les seves vendes es veien afectades per la creixent competència alemanya, principalment per Mercedes-Benz i Auto Union. Maserati es veia superada en el mercat automobilístic per unes empreses, generalment alemanyes, que rebien un fort finançament per part del Tercer Reich. Ernesto, Ettore i Bindo creuen que el país necessita un canvi de direcció decisiu i, per aquesta raó, inicien una col·laboració amb l'emprenedor italià Adolfo Orsi.

### Família Orsi
La companyia es diversificà; des de foneries fins a la indústria de l'acer, passant per la metal·lúrgia, maquinària variada, equipament pel treball en agricultura i serveis. El 1937, els germans Maserati decideixen vendre-li la companyia sencera tot i seguir ocupant als càrrecs executius dins de la firma.

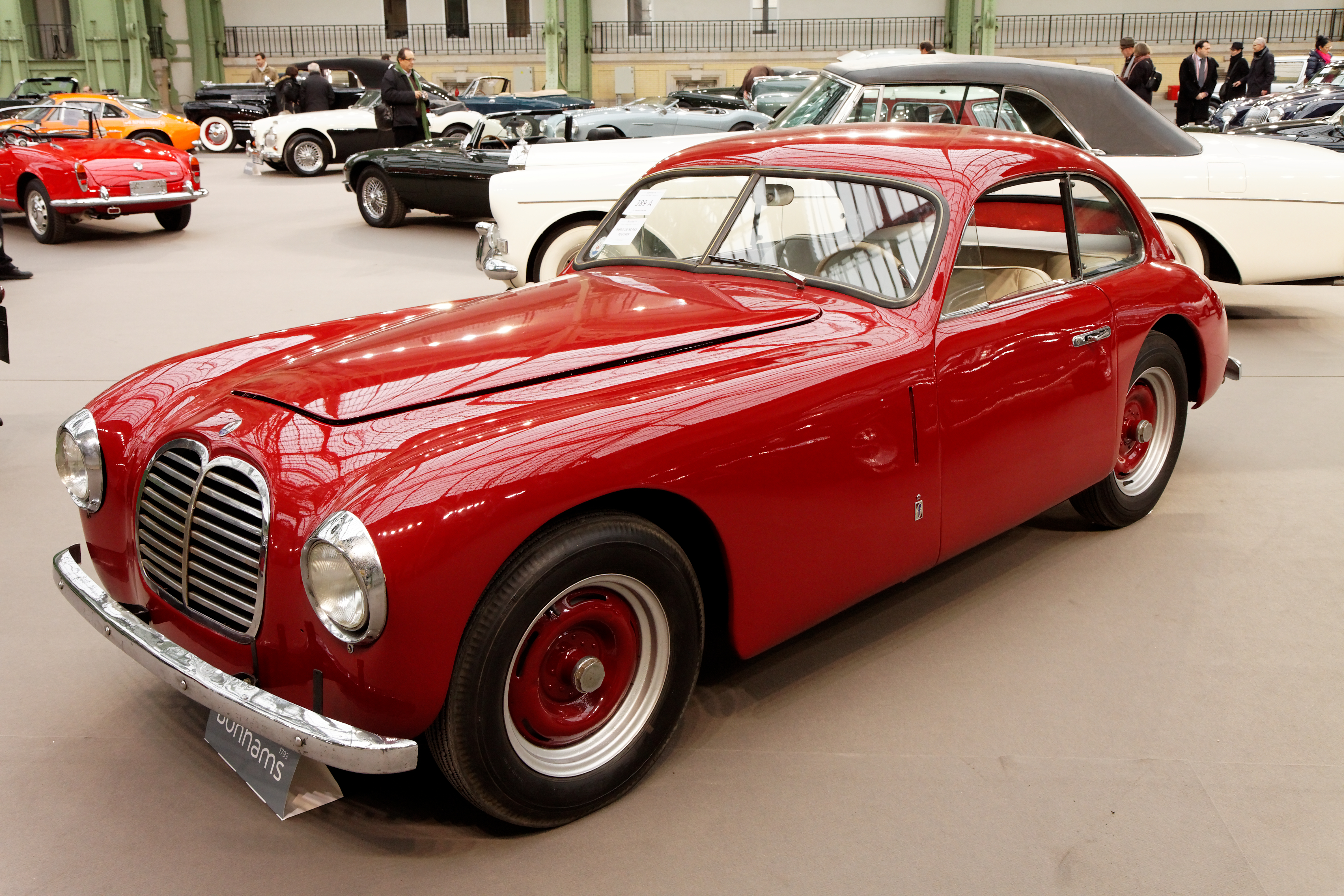
Imatge del Maserati A6 1500 de 1948.

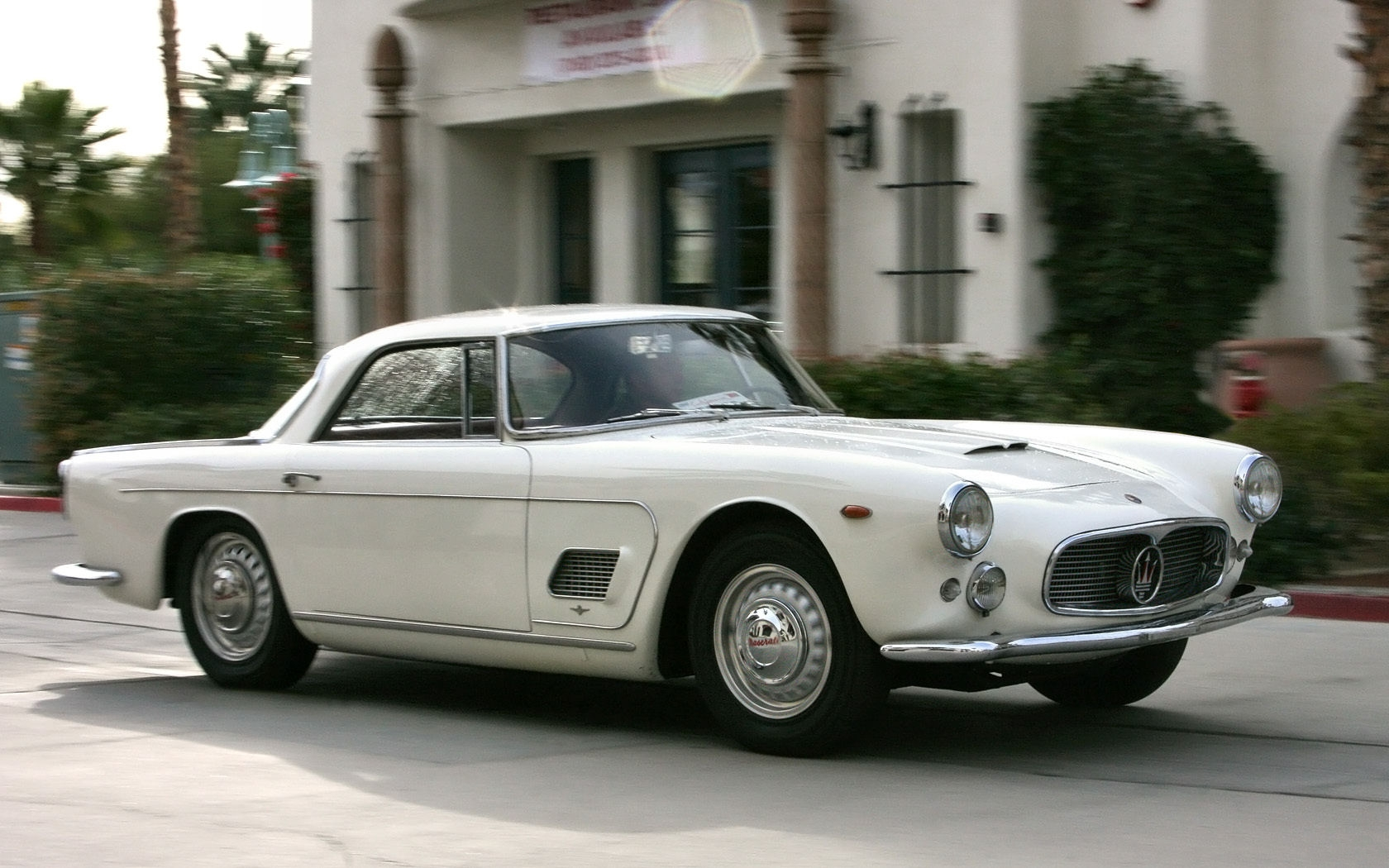
Maserati 3500 GT, també conegut com a la "Dama Blanca".

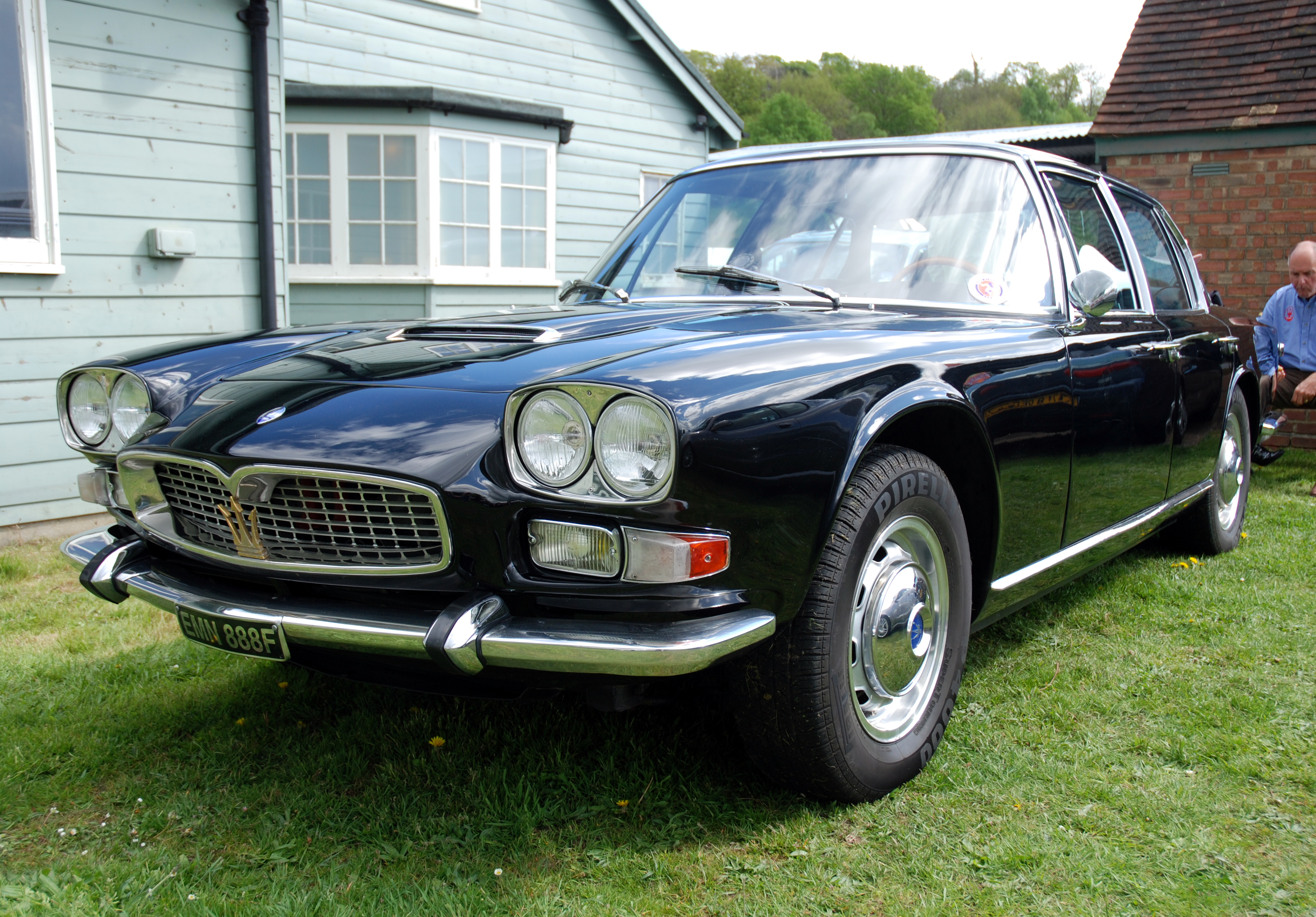
Maserati Quattroporte, un dels models més icònics del fabricant italià.

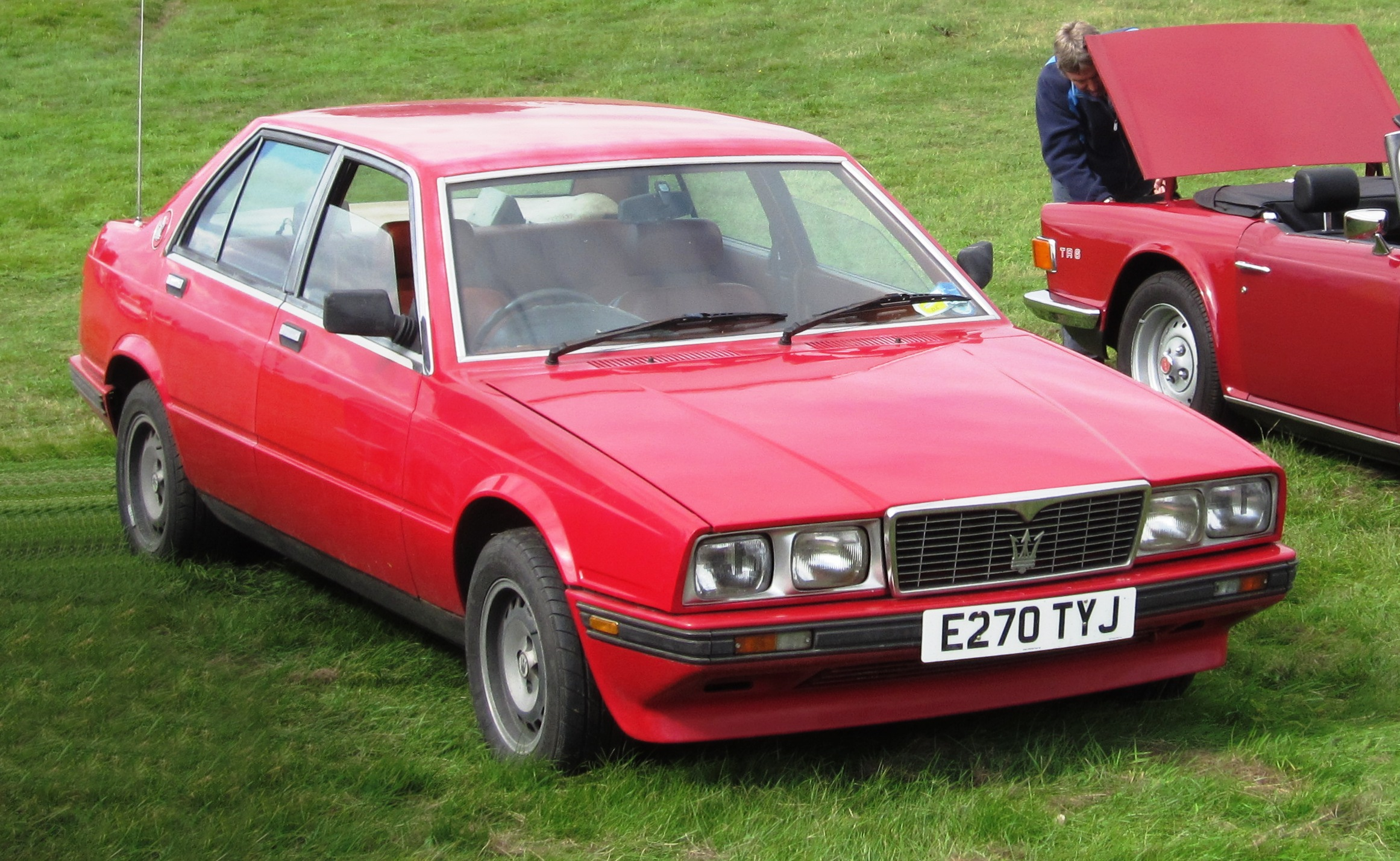
El Maserati Biturbo va aparèixer el 14 de desembre de 1981.

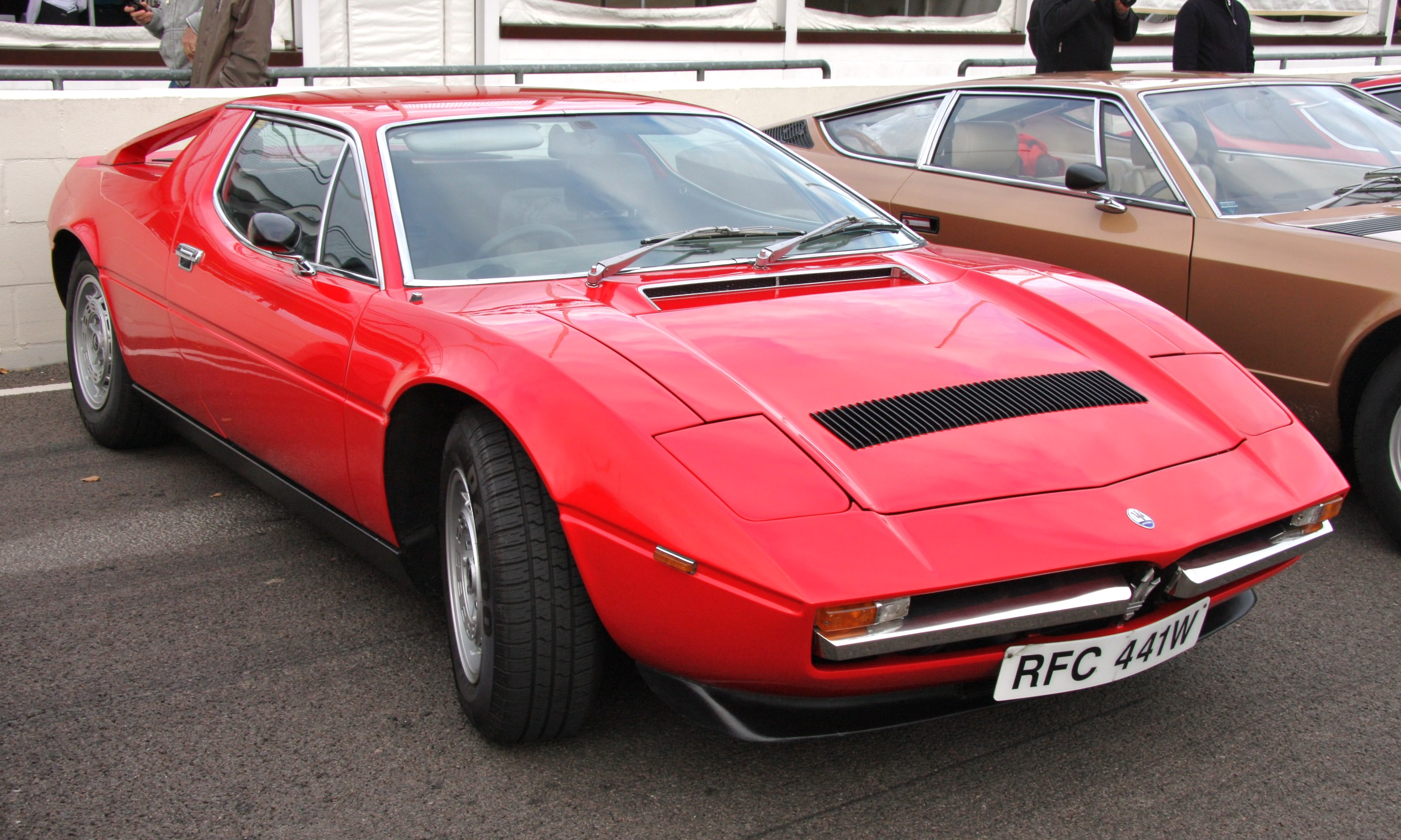
Imatge del Maserati Merak, considerat el germà petit del Bora.

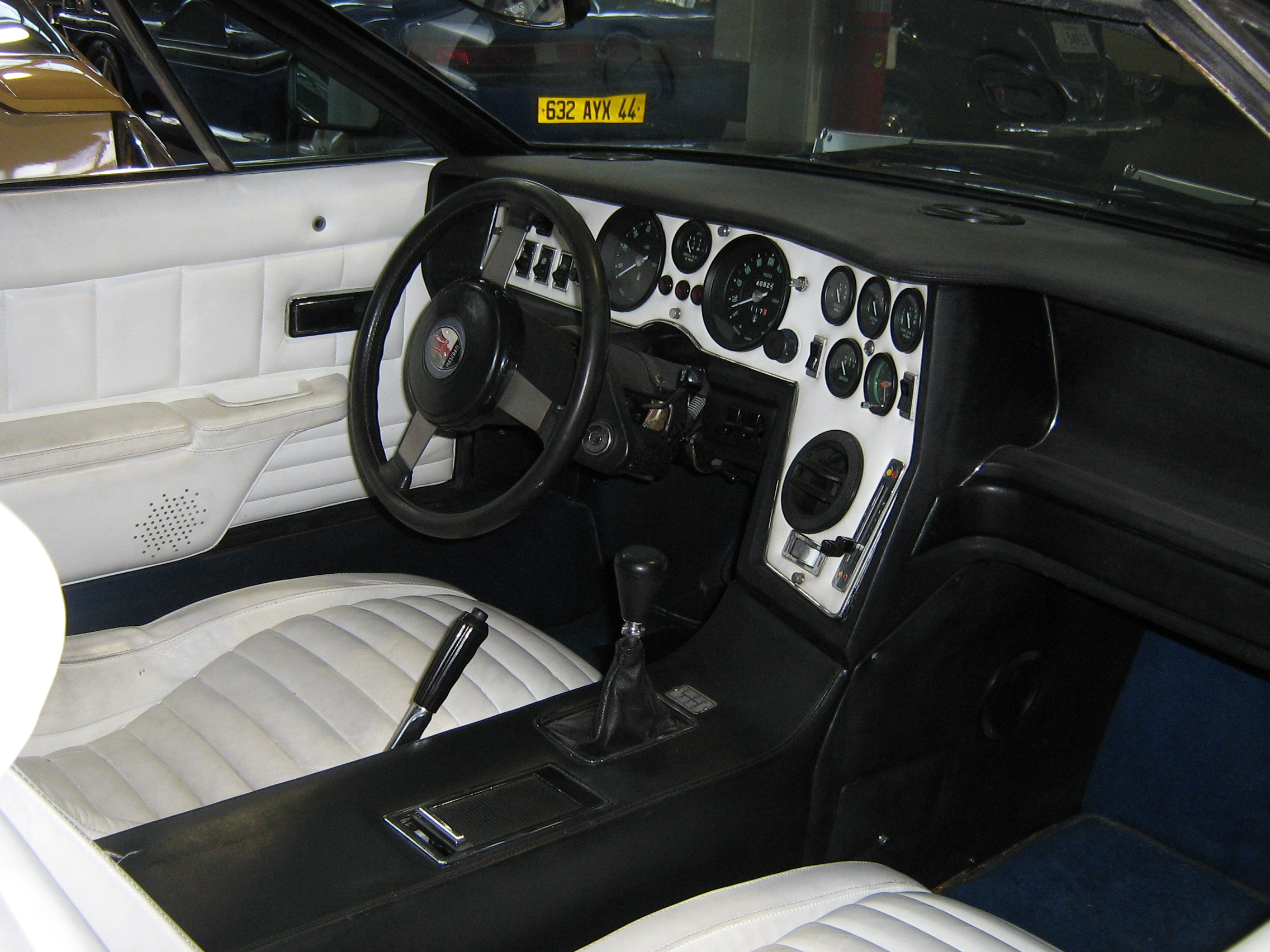
Interior del model Bora, presentat el 1972 a Ginebra.

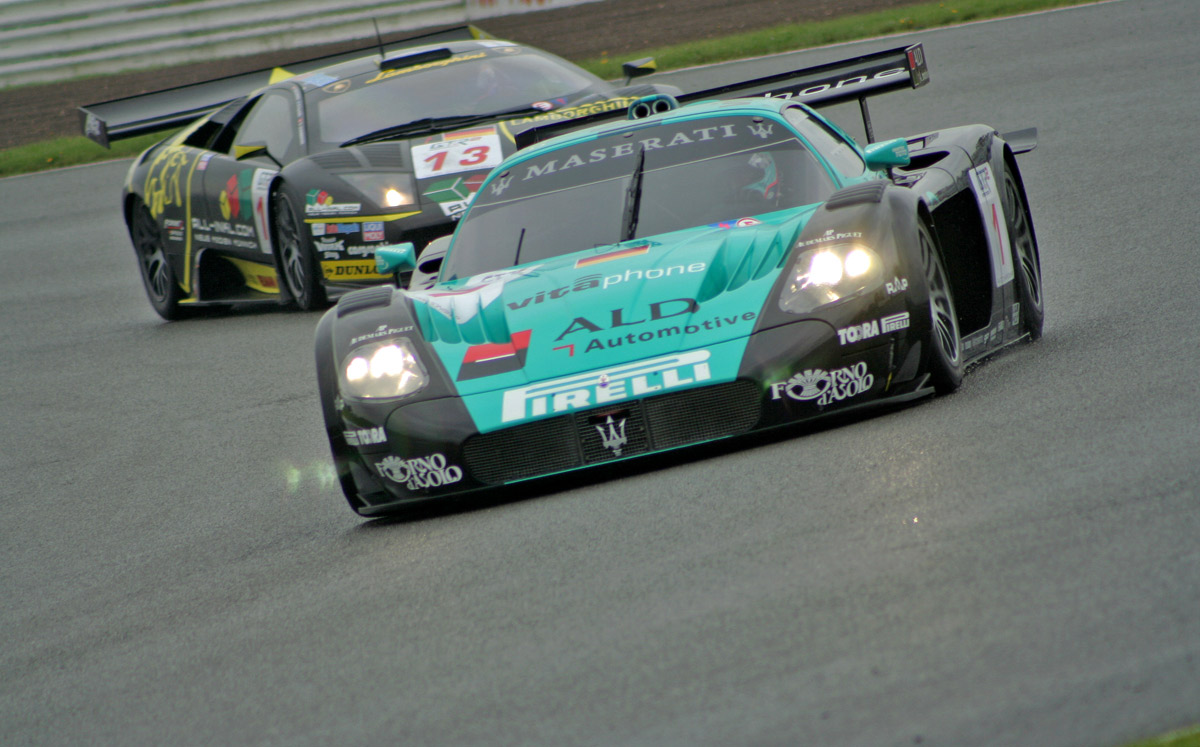
Maserati MC12 competint a la Tourist Trophy de 2006.

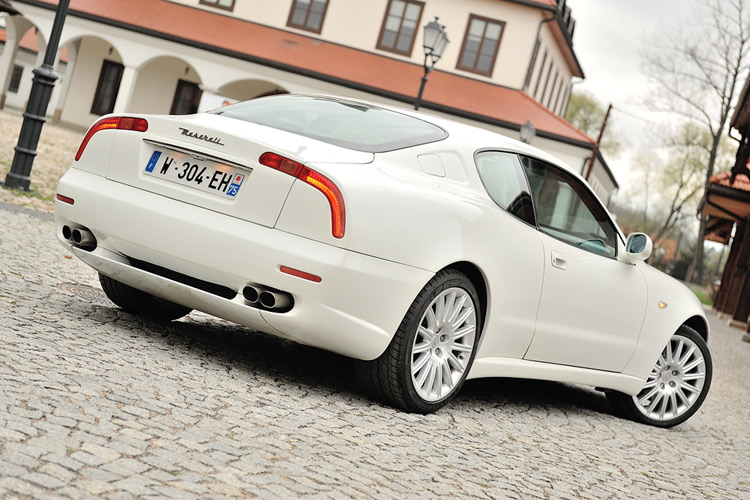
Maserati 3200 GT, el primer model resultant de la col·laboració amb Ferrari.

La Segona Guerra Mundial va provocar que Maserati traslladés les seves instal·lacions de Bolonya a Mòdena. La fàbrica va obrir a la viale Ciro Menotti i durant la guerra suplia l'exèrcit italià. Tot i això, la firma italiana no va deixar de proporcionar servei als vehicles Maserati en circulació.
El març de 1946, acabada la guerra ja finali, l'empresa va poder centrar-se al disseny i producció d'automòbils. En aquell mateix any, Maserati va presentar el prototip del considerat com el primer GranTurismo, l'A6, durant el Saló Internacional de l'Automòbil de Ginebra. El nom del model prové de la primera lletra del nom d'Alfieri, A, i la xifra següent al nombre total de cilindres, 6. Aquest vehicle no va entrar en producció fins a l'any 1948, quan va ser oficialment presentat al Saló Internacional de l'Automòbil de Torí.
Durant la dècada dels 60, Maserati va llançar diversos models al mercat com el 3500 GT, conegut amb el sobrenom de la "Dama Blanca". El 1961, s'introdueix el GTI, famós per ser el primer cotxe amb injecció directa a Itàlia. Dos anys després del llançament del 3500 GT, Maserati va introduir el Mistral, el primer Maserati identificat amb el nom d'un vent i que va ser presentat al Saló de l'Automòbil de Torí de 1963. En aquest mateix saló de Torí, es presentà un dels models més icònics de la firma italiana, el Quattroporte.
El 1965, Maserati comença una col·laboració amb un dissenyador italià, Giorgetto Giugiaro. El primer projecte d'aquesta col·laboració va ser el model Ghibli de 8 cilindres que va debutar al Saló Internacional de l'Automòbil de 1966. Maserati va limitar la producció d'aquest model a 100 unitats, que més tard ampliaria fins a les 400.
Durant els anys 70, la família Orsi, propietària de l'empresa Maserati, decidí col·laborar amb Citroën per a la fabricació de nous models. La família Orsi va abandonar la firma italiana i Citroën va vendre Maserati a Gepi, una societat de gestió industrial dirigida, en aquells anys, per Alejandro De Tomaso. Sota la seva direcció, i amb la col·laboració del dissenyador Giorgetto Giugiaro, la firma italiana va llençar el Bora, el qual duia el nom d'un vent. Aquest model, amb motor central, va ser creat per substituir el Ghibli. Dos models més varen ser fabricats en aquest període; el Merak, considerat com el "germà petit" del Bora i el prototip Boomerang, presentat durant el Saló Internacional de l'Automòbil de Ginebra de 1972.
Els primers sedans del model Biturbo varen aparèixer el 14 de desembre de 1981, coincidint amb l'aniversari de Maserati. El biturbo equipava un motor de 2 litres i 6 cilindres, capaç d'arribar fins als 215 km/h. Al llarg dels anys, aquest model va anar evolucionant, des de l'Spyder cap al Biturbo S, entre el 1982 i el 1993 se'n varen vendre aproximadament 37,000 unitats.

### L'era Fiat
El 1993, Maserati va ser adquirida per Fiat Group i, quatre anys després, la seu central de la firma italiana es traslladà a Mòdena, Itàlia. Degut al canvi de propietaris, la producció de Maserati va quedar aturada. La fabrica es renovà per complet per tal de facilitar la feina als treballadors i per intentar aconseguir un producte de la més alta qualitat. La primera contribució del mandat de Ferrari va ser l'anomenat 3200 GT, un cupè dissenyat per Giorgetto Giugiaro i que debutà al Salo Internacional de l'Automòbil de París de 1998. La mítica Ferrari va incorporar un dels seus motors fabricats a Maranello al model 3200 GT i en creà una versió Spyder.
Després de dotze anys fora del mercat estatunidenc, Maserati retornà a aquest mercat durant la gala de la Italian American Cancer Foundation. En aquesta gala, l'empresa italiana va subhastar el 3200 GT Spyder per a fins benèfics. Maserati va tornar a competir en circuit l'any 2004 amb l'MC12. Aquest automòbil fou dissenyat per Giorgetto Giugiaro i Frank Stevenson i desenvolupat per Giorgio Ascanelli. La participació de Maserati a la competició FIA GT del 2005 fins al 2010 va resultar en catorze títols i dinou victòries, incloent tres primeres posicions a la carrera de resistència de Spa 24 Hours (2005, 2006 i 2008).

## Logotip
Alfieri, Ernesto i Ettore eren els tres germans que treballaven a l'empresa Maserati. Un dels germans, Bindo, va decidir no treballar amb els seus germans i quedar-se a Issota Fraschini. El 1920, l'empresa mancava de logotip, no existia cap símbol que representés a la marca italiana. Va ser llavors, quan Alfieri va decidir incorporar a la companyia el germà restant, Mario; el qual desconeixia la mecànica del motors i a diferència dels seus germans, ell no va mostrar mai cap interès cap al món del motor. Marquis Diego, un gran amic de la família Maserati, contactà amb Mario i li suggerí que el logotip de l'empresa Maserati havia d'estar inspirat en l'estàtua de Neptú de la Piazza Maggiore de Bolonya, ciutat on l'oficina Maserati es trobava en aquell moment. Mario va seguir el suggeriment de Marquis Diego i va utilitzar el Trident de Neptú i els colors de la ciutat, vermell i blau, per establir un vincle amb la firma Maserati i la ciutat de Bolonya. Des del Maserati Tipo 26 de 1926 fins a l'últim model de la companyia, el Trident sempre ha sigut un element que ha identificat totes les creacions de l'empresa italiana. Amb el pas del temps, el logotip ha canviat la forma; passant de ser rectangular a ovalat.

## Automòbils en producció
Ghibli

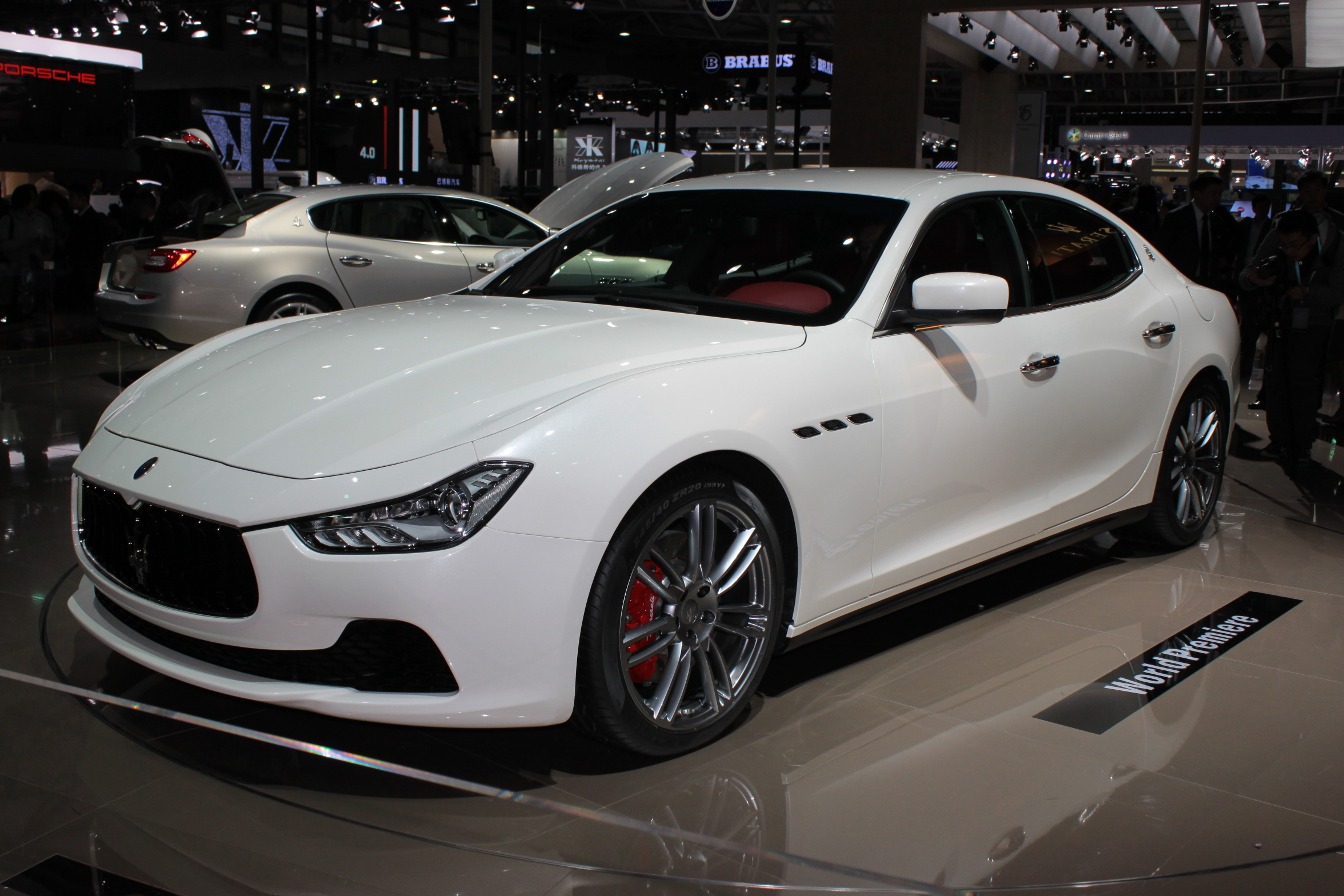
Maserati Ghibli del 2014 al Saló de l'Automòbil de Shanghai.

El model Ghibli va ser vist per primera vegada al Saló Internacional de l'Automòbil de Torí l'any 1966. Fou dissenyat per Giorgio Giugiaro i compartia xassís amb el Quattroporte. El primer model equipava un motor gasolina de 4,7 litres i vuit cilindres (V8) que aportava 330 cavalls de potència. El 1970, quatre anys després del seu naixement, sorgí la versió SS. Aquesta versió era més lleugera i equipava un motor una mica més potent; un 4,9 litres de 335 cavalls. Maserati construí unes 100 unitats del Ghibli Spyder (descapotable) i unes 25 del Spyder SS. El 1992, el Ghibli II, conegut com a Tipo 336, va superar les vendes previstes per l'empresa italiana, situant-se a unes 2337. Dos anys després, es presentà el primer Ghibli amb ABS i suspensió ajustable. La producció d'aquest model va quedar parada el 1997. El nom va ser recuperat disset anys després, el 2014, amb l'aparició del primer Ghibli amb possibilitat de motor dièsel.
Quattroporte

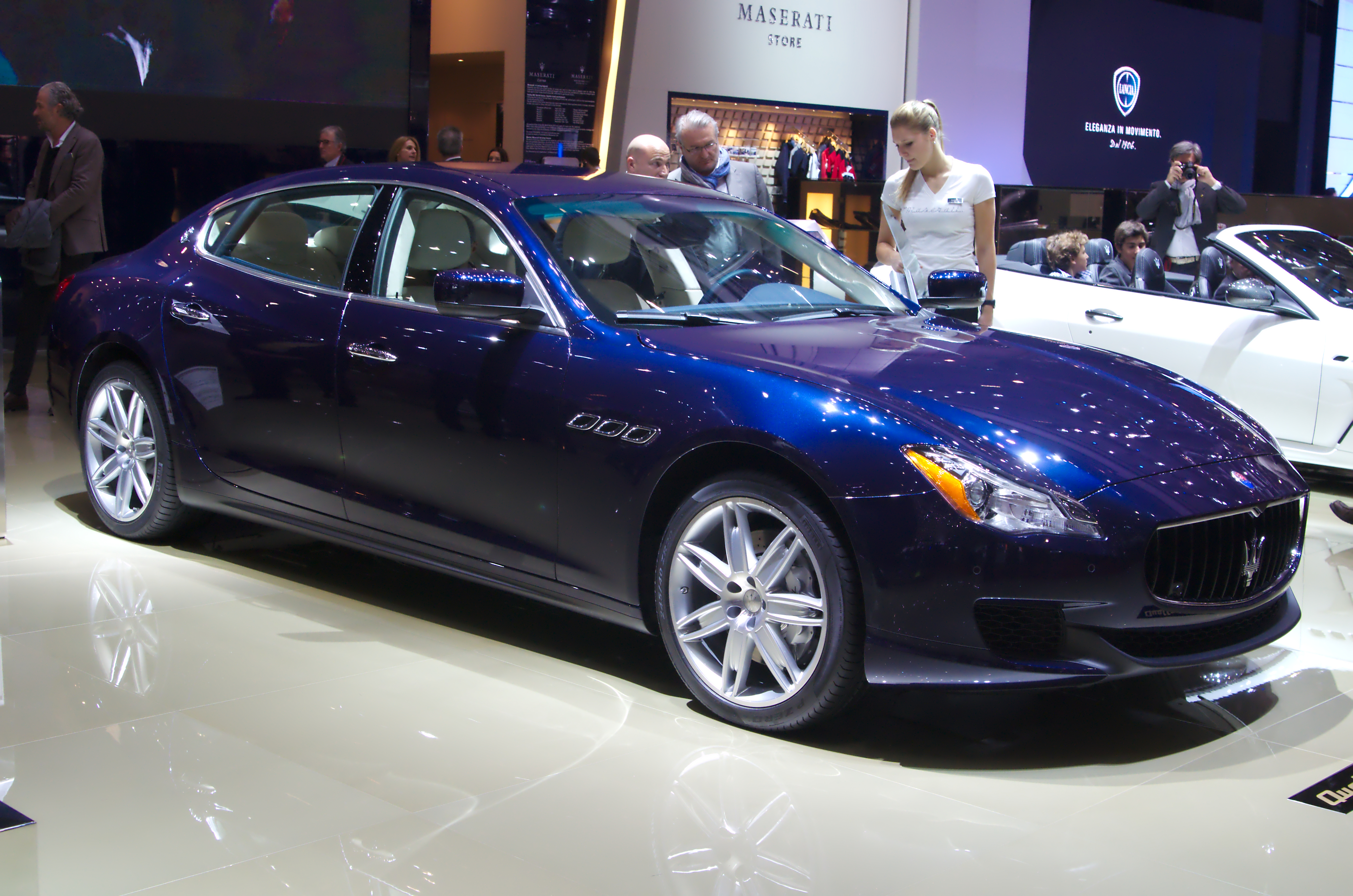
Maserati Quattroporte VI del 2014 a Ginebra, Suïssa.

A principis dels anys 60, Maserati va tenir un èxit comercial amb el model 3500GT cupè. L'empresa italiana, a petició dels seus clients, decidí crear un model que combinés potència i espai. Pietro Frua dissenyà un quatre portes esportiu que, el 1963, es convertiria en el primer Quattroporte. Aquest automòbil, a part de ser el primer quatre portes de la firma italiana, es va convertir també en el sedan més ràpid d'aquella era. Actualment, és un vehicle apte per a quatre passatgers i capaç d'assolir els 300 km/h. En els seus inicis, equipava un motor V8 de 4,1 litres que, el 1966, va ser substituït per un de 4,7.
El 1968, la francesa Citroën va adquirir Maserati i tot i que el segon model del Quattroporte va ser dissenyat, mai va ser fabricat. La dècada dels 70 varen ser uns anys difícils per aquest model, el constant canvi de propietaris de l'empresa Maserati va parar la producció del Quattroporte. Alejandro de Tomaso, el 1979, va adquirir Maserati i va treure a la venda una nova edició del Quattroporte. El nou propietari va voler donar-li un aspecte interior més luxós, utilitzant materials de qualitat com el cuir i acabats en fusta.
La sisena edició del Quattroporte va ser posada a la venda l'any 2014. Aquesta darrera generació, pot equipar diversos motors; el més potent és el Quattroporte GTS, amb un motor V8 de 3,8 litres i 530 cavalls de potència. La versió més assequible està a la venda per un preu que ronda els 110.000 €.
GranTurismo

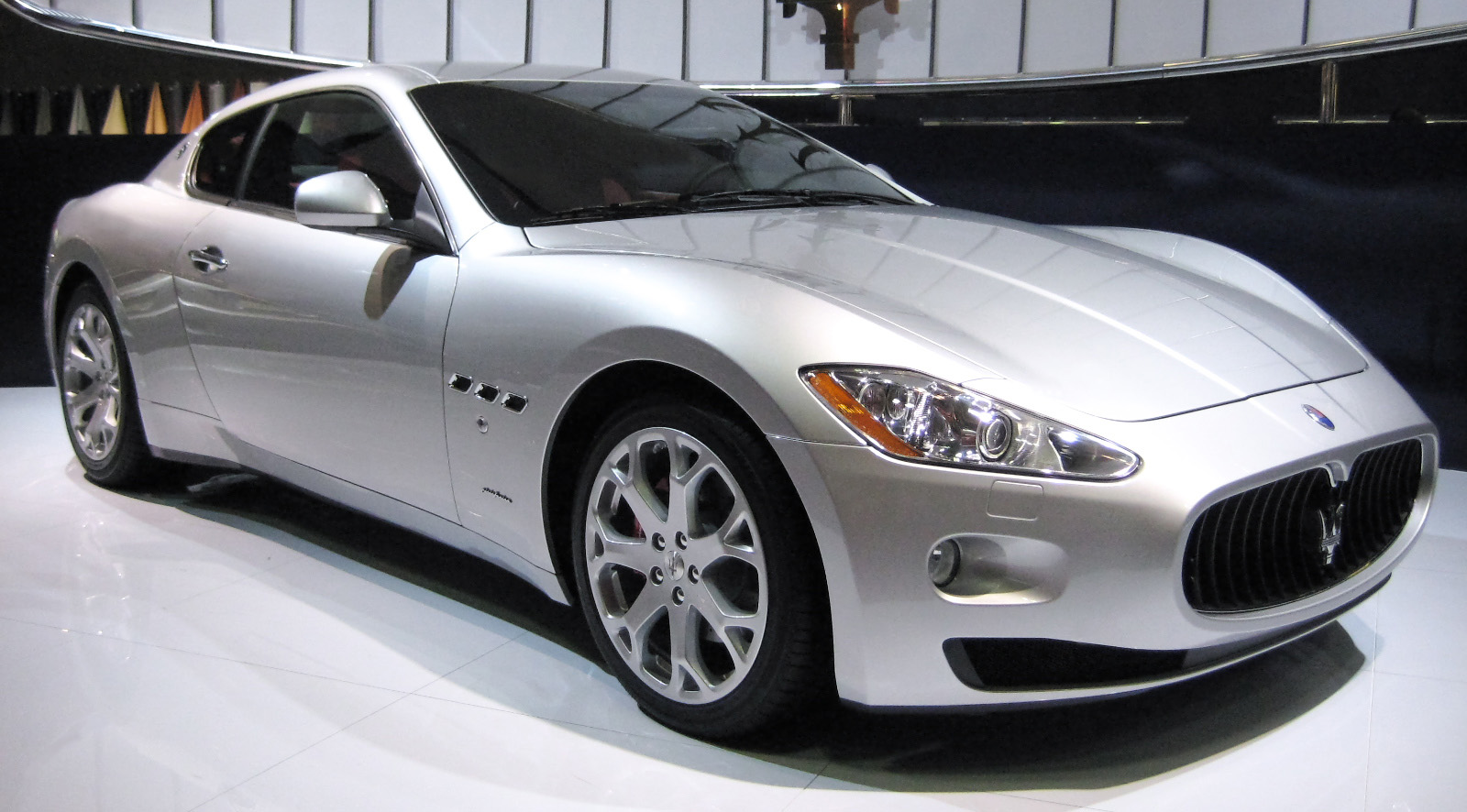
Model GranTurismo del 2009.

El Maserati GranTurismo va debutar com el primer vehicle de carretera de la firma italiana l'any 1947, durant el Saló de l'Automòbil de Ginebra. Aquest model, conegut com l'A6, no va entrar en producció fins al 1948. Després de molts anys sense haver fabricat un GranTurismo, Maserati va anunciar una nova edició d'aquest model. El 2007, la firma italiana va presentar oficialment el nou model durant el Saló Internacional de l'Automòbil de Ginebra. El GranTurismo de 2007 compartia xassís amb el Quattroporte de la cinquena generació i, amb un motor de 4,2 litres i 405 cavalls de potència, accelerava de 0 a 100 km/h en tan sols 5,2 segons. La gamma de models de 2014 divideix el GranTurismo en quatre versions diferents; l'MC Stradale, GranTurismo, GranTurismo Sport i GranTurismo Sport Automatic.
GranCabrio

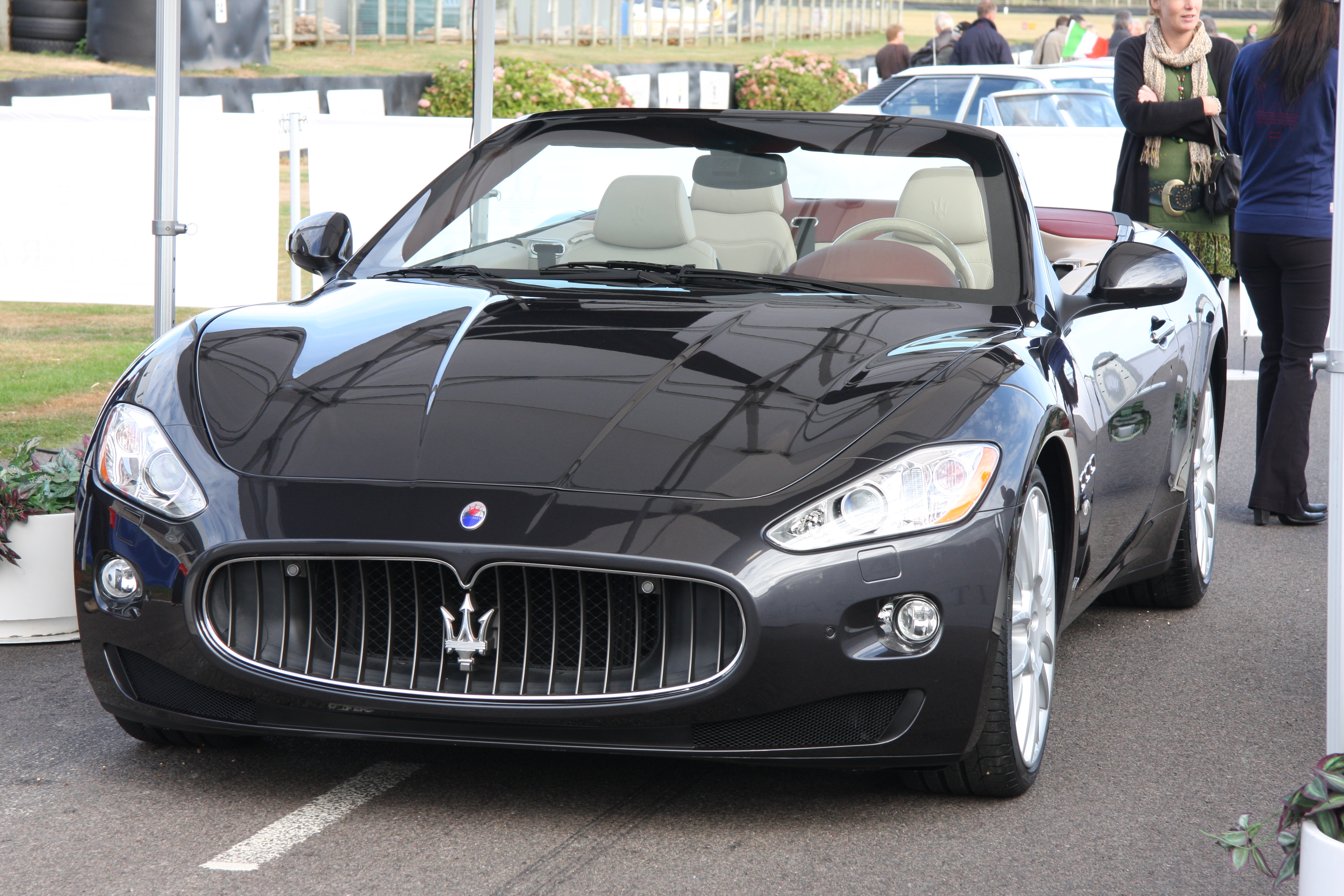
Maserati GranCabrio (descapotable) del 2009.

Tot i la presentació del GranCabrio de 2009, oficialment, el primer descapotable de la firma italiana va ser l'AG6 Frau Spyder de 1950. Aquest model no aporta gaires canvis respecte al GranTurismo i, com el seu nom indica, és descapotable. El model de 2012, tot i tenir tres variants, pot equipar dos motors diferents; el model bàsic (GranCabrio), disposa d'un V8 de 4,7 litres i 450 CV. Els dos models restants, coneguts com a GranCabrio MC i GranCabrio Sport, comparteixen un V8 de 4,7 litres i 460 cavalls de potència.

## Prototips
- Levante

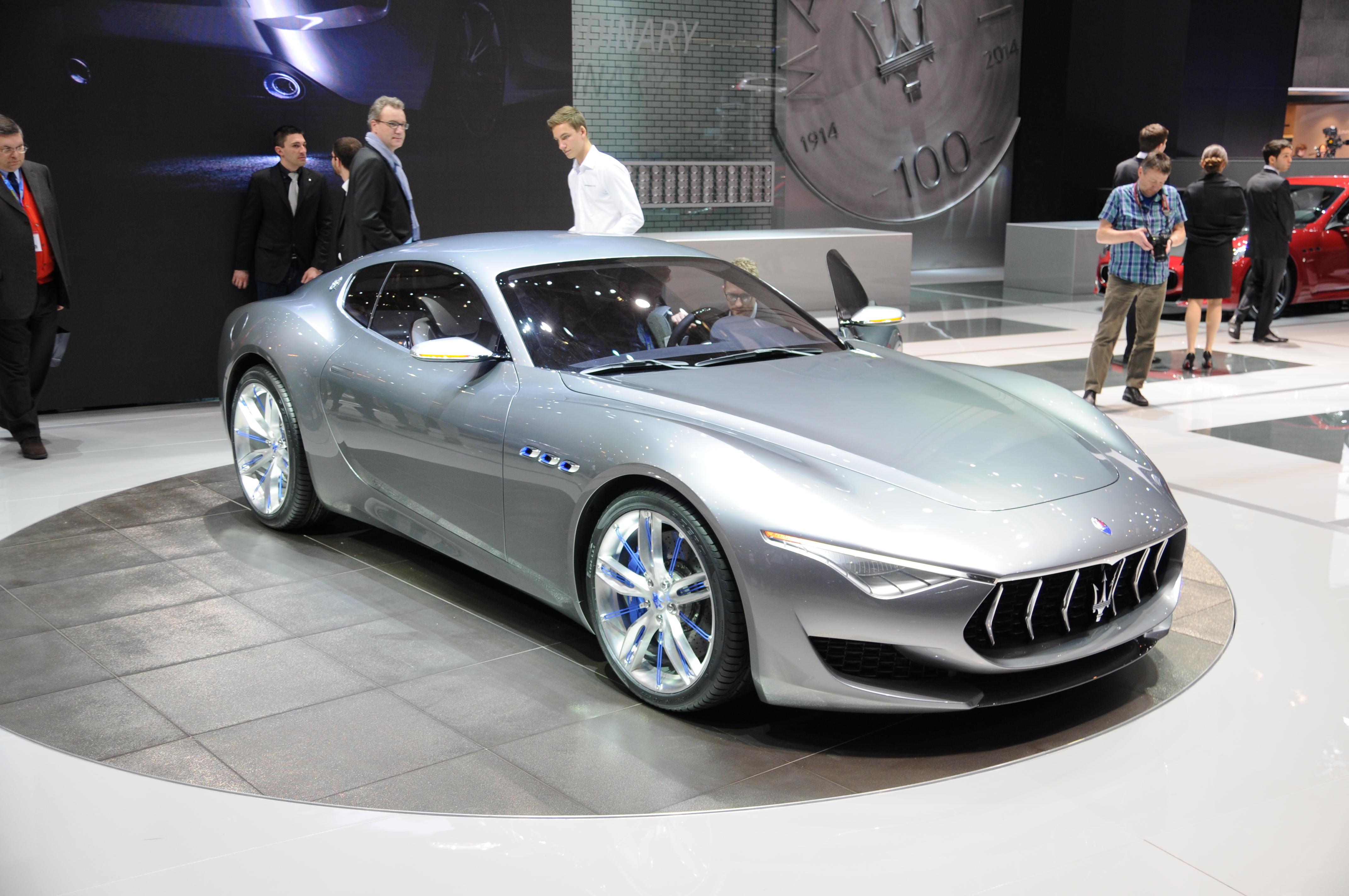
Maserati Alfieri, creat per a commemorar el centenari de l'empresa.

El Maserati Levante fou presentat amb el nom de Kubang durant el Saló Internacional de l'Automòbil de Frankfurt de 2011. El nom de "Levante" serà el que durà el futur model un cop entri en producció. Aquest vehicle, serà el primer SUV fabricat per la firma italiana. Equiparà dos motors diferents; un bi-turbo de 3 litres i 6 cilindres de 400 CV i un V8 de 3,8 litres i 530 cavalls de potència.
- Alfieri

L'Alfieri va ser presentat com a prototip durant el Saló Internacional de l'Automòbil de Ginebra de 2014 com a homenatge al centenari de l'empresa. El model, batejat amb el nom del fundador de Maserati, té previst entrar en producció l'any 2015. Estarà disponible en tracció al darrere o a les quatre rodes amb una varietat de motors que van des dels 410 fins als 520 cavalls de potència.

## Competició

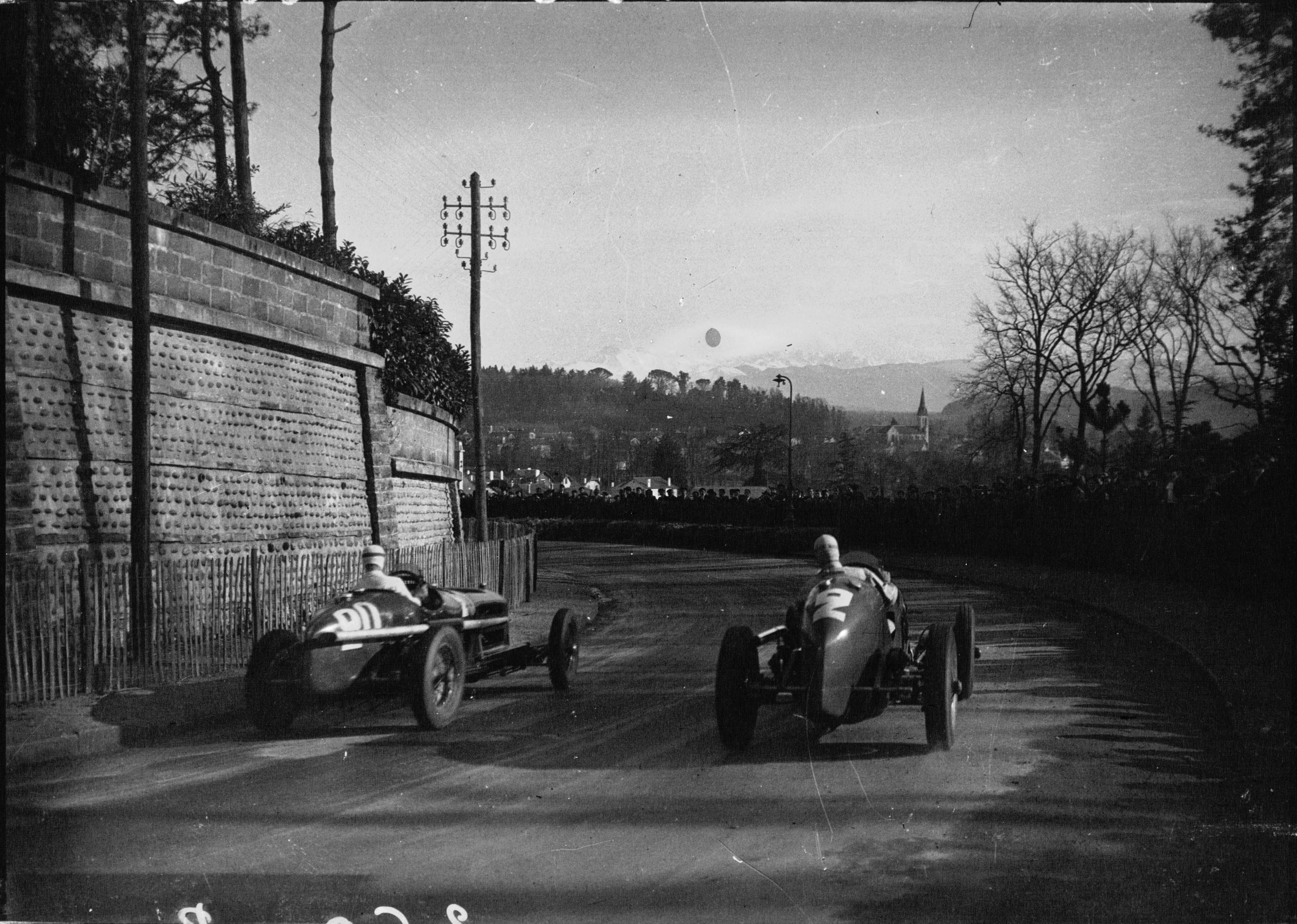
Maserati 8CM competint a França l'any 1935.

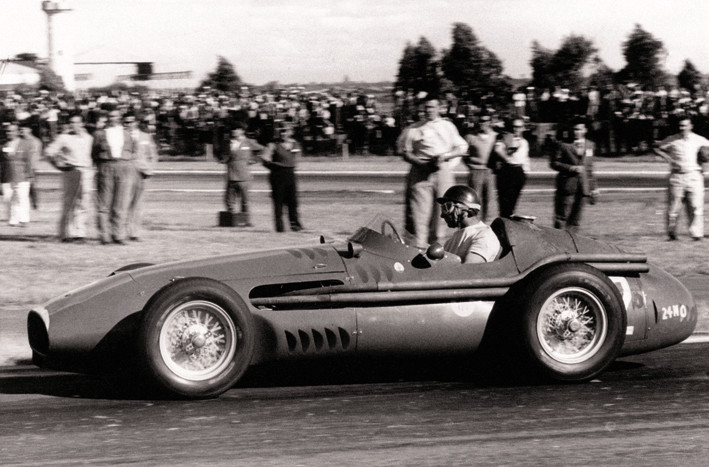
Imatge de Juan Manuel Fangio a bord del Maserati 250F.

Al llarg de la seva història, Maserati ha participat en diverses competicions, inclosa la Formula 1, el Campionat Mundial de Turismes i altres carreres d'automòbils esportius.
La primera aparició de l'empresa italiana al món de les carreres automobilístiques va ser l'any 1926 a Targa Florio. Alfieri Maserati va pilotar un Tipo 26 de 1.500 centímetres cúbics i va finalitzar en novena posició. El 1929, al circuit de velocitat de deu quilòmetres a Caramona, Ernesto Maserati va assolir una velocitat mitjana de 246,069 km/h, un rècord que romandria intacte fins a final de 1937. Al gran premi de Trípoli de 1930, Maserati aconseguí la seva primera victòria internacional. Aquell mateix any, Maserati i Enzo Ferrari van competir al gran premi de Monza. Maserati hi finalitzà en primera posició i aconseguí el premi com a millor constructor.
Tres anys més tard, el 1933, el pilot Tazio Nuvolari firmà un contracte de suport amb Maserati. El continu malestar del pilot amb Enzo Ferrari el va portar a canviar d'escuderia i a pilotar el 8CM amb el qual va guanyar el Gran Premi de Bèlgica, la Ciano Cup, el Gran Premi de Niça i el Tourist Trophy. El model 8CM equipava una suspensió dissenyada per Ernesto Maserati i era una evolució del l'antic 8C. Tot i que Nuvolari pilotava un Maserati, no va arribar a formar part de l'equip de pilots oficial, ja que ell competia com a pilot privat. La primera victòria de Maserati en una competició americana fou a Indianapolis l'any 1939. El pilot Wilbur Shaw pilotà el model 8CTF i aconseguí la primera victòria d'un fabricant italià en terres americanes.
Un cop acabada la Segona Guerra Mundial, Maserati tornà als circuits i aconseguí la victòria al Gran Premi de Niça de 1946. Els tres germans varen decidir abandonar la companyia i tornar a Bolonya. Un cop allà, fundaren una nova empresa, Osca, dedicada exclusivament al disseny i desenvolupament de cotxes de competició.
El 1950 va marcar el naixement del que quatre anys després seria la Formula 1. Els primers anys de competició van ser dominats per Ferrari i Maserati va passar a ocupar un segon pla. El 1954, Maserati començà a competir amb un nou cotxe, el 250F i amb un nou pilot, Juan Manuel Fangio. El debut de l'argentí Fangio va resultar en nombroses victòries com la del Gran Premi de Spa a Bèlgica. Durant la dècada dels 50, el fabricant italià va guanyar nombrosos grans premis com el d'Argentina, Monaco, França i Nürburgring, Alemanya. Tot i els èxits assolits, Adolfo Orsi va veure's obligat a tancar algunes parts de l'empresa, incloent la divisió esportiva.